# Nikolauskirche (Hegnach)

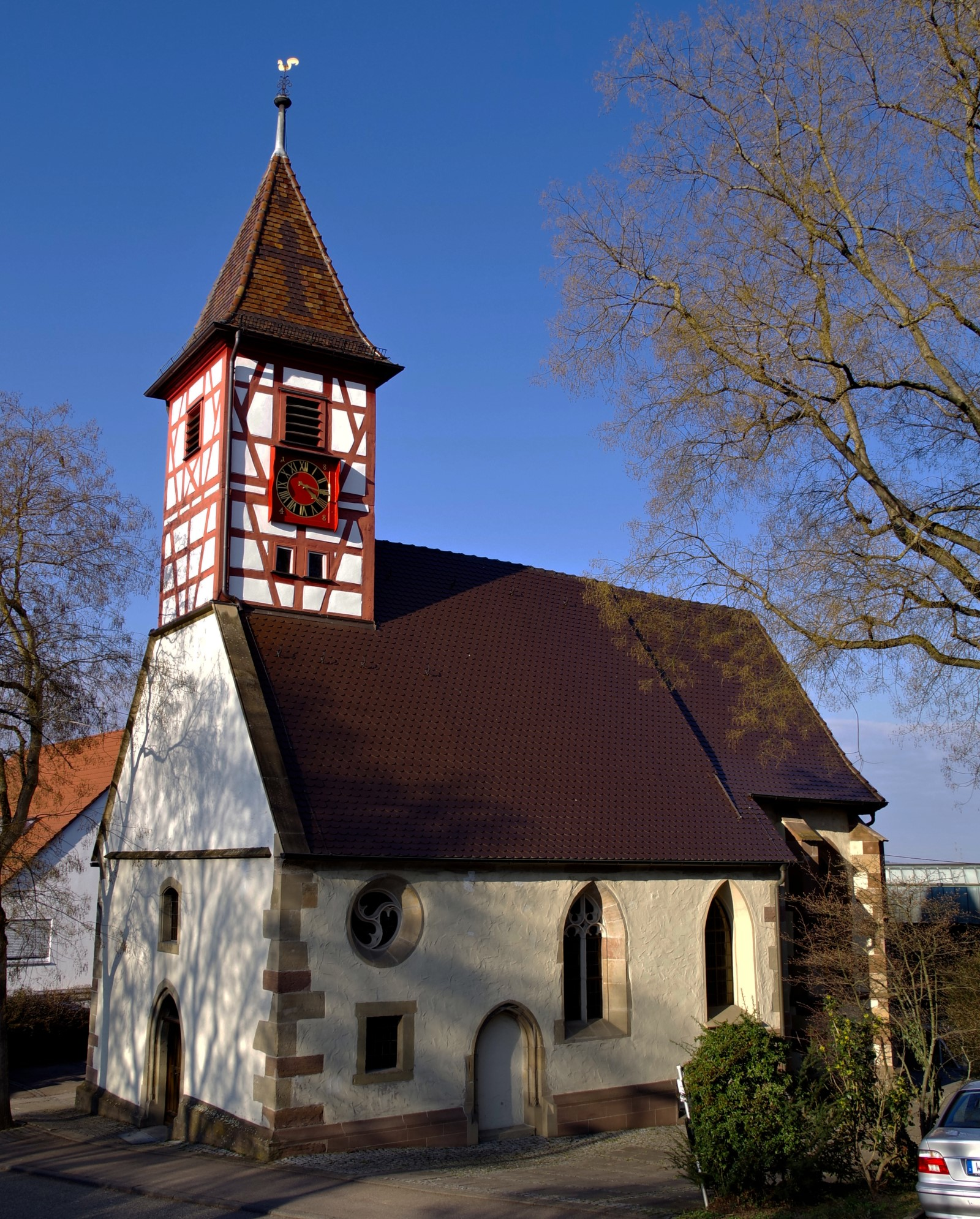
Nikolauskirche in Hegnach

Die evangelische Nikolauskirche steht in Hegnach, einem Teilort der Kreisstadt Waiblingen im Rems-Murr-Kreis in Baden-Württemberg. Das Bauwerk ist beim Landesamt für Denkmalpflege Baden-Württemberg als Baudenkmal eingetragen. Die Kirchengemeinde gehört zum Kirchenbezirk Waiblingen der Evangelischen Landeskirche in Württemberg.

## Beschreibung
Die Saalkirche wurde 1487 erbaut. Sie besteht aus einem Langhaus, einem eingezogenen, dreiseitig geschlossenen Chor im Osten und einem Dachturm aus Holzfachwerk im Westen des Satteldaches des Langhauses. Der mit einem Pyramidendach bedeckte Dachturm beherbergt die Turmuhr und den Glockenstuhl mit drei Kirchenglocken.
Der Innenraum des Chors ist mit einem Netzgewölbe überspannt. In ihm befinden sich Wandmalereien aus dem 15. Jahrhundert. Die Orgel wurde als Opus 1593 von E. F. Walcker & Cie. gebaut.